# Wasteland 2
Wasteland 2 è un videogioco di ruolo, ad ambientazione post-apocalittica, sviluppato da inXile Entertainment e pubblicato da Deep Silver. È il sequel di Wasteland del 1988, ed è stato finanziato in crowdfunding tramite Kickstarter. Dopo il posticipo della data di pubblicazione originale prevista per ottobre 2013, è stato pubblicato per Microsoft Windows, OS X e Linux a settembre 2014. Una versione rinnovata del gioco, denominata Wasteland 2: Director's Cut, è stata pubblicata nell'ottobre 2015, incluse le versioni per PlayStation 4, Xbox One e Nintendo Switch.

## Trama
Il gioco utilizza una storia alternativa, in cui avviene una guerra nucleare tra Stati Uniti e Unione Sovietica svolta nel 1998. Il giorno del cataclisma, una compagnia di ingegneri dell'esercito degli Stati Uniti si trovava nel desolato deserto del sud-ovest a costruire ponti in una zona con un numero di piccole comunità di sopravvissuti e una prigione federale di nuova costruzione. I soldati hanno cercato riparo nella prigione, espulso i detenuti e invitato i sopravvissuti vicini a unirsi a loro poco dopo. Anni dopo, insieme formarono "i Desert Rangers, nella grande tradizione dei Rangers del Texas e dell'Arizona", per aiutare altri sopravvissuti nel deserto e oltre.
Il gioco inizia nel 2102, quindici anni dopo gli eventi del Wasteland originale, con i Ranger che ora occupano l'ex Cittadella dei Guardiani, che in passato ospitava monaci sconvolti dalla tecnologia (i Guardiani), ma ora è completamente sotto il controllo dei Ranger dopo che i monaci sono stati spazzati via dai Rangers. L'esperto ranger Ace viene trovato morto dai locali con segni di violenza sul corpo. Ciò disturba enormemente il generale Vargas, il capo dei Desert Rangers. Il generale Vargas, pochi giorni prima, ha inviato Ace per indagare su uno strano segnale radio che parla di "uomo e macchina che diventano un tutt'uno" mentre minaccia di attaccare e spazzare via i Desert Rangers. Controllando una squadra di ranger appena reclutati, il giocatore ha il compito di scoprire chi ha ucciso Ace e perché, e provare a completare la missione originale di Ace.

## Modalità di gioco
Wasteland 2 offre una visuale isometrica con telecamera che può ruotare liberamente. È un videogioco di ruolo a turni e basato sul combattimento tattico, similmente alla serie X-COM. Il giocatore può avere in squadra al massimo sette personaggi, ma controllarne solo quattro, con gli altri tre che risulteranno non giocanti (NPC). I personaggi dei giocatori sono altamente personalizzabili, sia fisicamente, sia a livello di abilità e caratteristiche. I personaggi non giocanti della propria squadra hanno ciascuno la propria personalità, le proprie motivazioni e opinioni.